# 藪貓
藪貓是产于非洲的中型猫科动物，为藪貓屬的唯一成员。藪貓体长约59-92厘米，尾长40厘米。平均寿命在12-20年。与其他猫科动物相比，它体型修长，腿长而尾短，耳朵又高又圆，距离很近。斑点有许多变种。
藪貓的主要棲息地是非洲大草原，有時也出現在山地。它們會爬樹和游泳，但很少這麽做。一般以群體為單位聚居，數量由於棲息地的破壞和偷獵而減少。
藪貓被列入《瀕臨絕種野生動植物國際貿易公約 附录二》（CITES Appendix II）。

## 亚种
自2017年起，只有三个亚种被识别为有效：
- L. s. serval：南非
- L. s. constantina：中非和西非
- L. s. lipostictus：东非

## 捕食对象
藪貓的食物基本上是嚙齒類動物，但它們有時也捕食野兔、蹄兔、鳥類、爬行類、昆蟲、魚和蛙。還有報導稱，藪貓可能捕食體型較大的動物，例如小羚羊，但是藪貓90%的獵物體重都不超過200克。藪貓的進食速度非常快。
藪貓的行動以垂直奔跳爲主，它們主要通過大大的耳朵聆聽草原上嚙齒類動物的行動（尤其是挖穴活動）。藪貓的捕獵效率很高，成功率超過50%，而一般貓科動物只有10%左右。
每胎產1-5仔，以2-3仔爲主，產仔一般利用土豚的洞穴，或者灌木地下的空地。藪貓有時被豹捕食，不過它們最大的威脅來自人類。由於其皮毛美麗而昂貴，有不少人爲此偷獵藪貓。現在西非和東非的藪貓數量還比較多，但南非和撒哈拉沙漠以北的藪貓已經非常稀少，瀕臨滅絕。

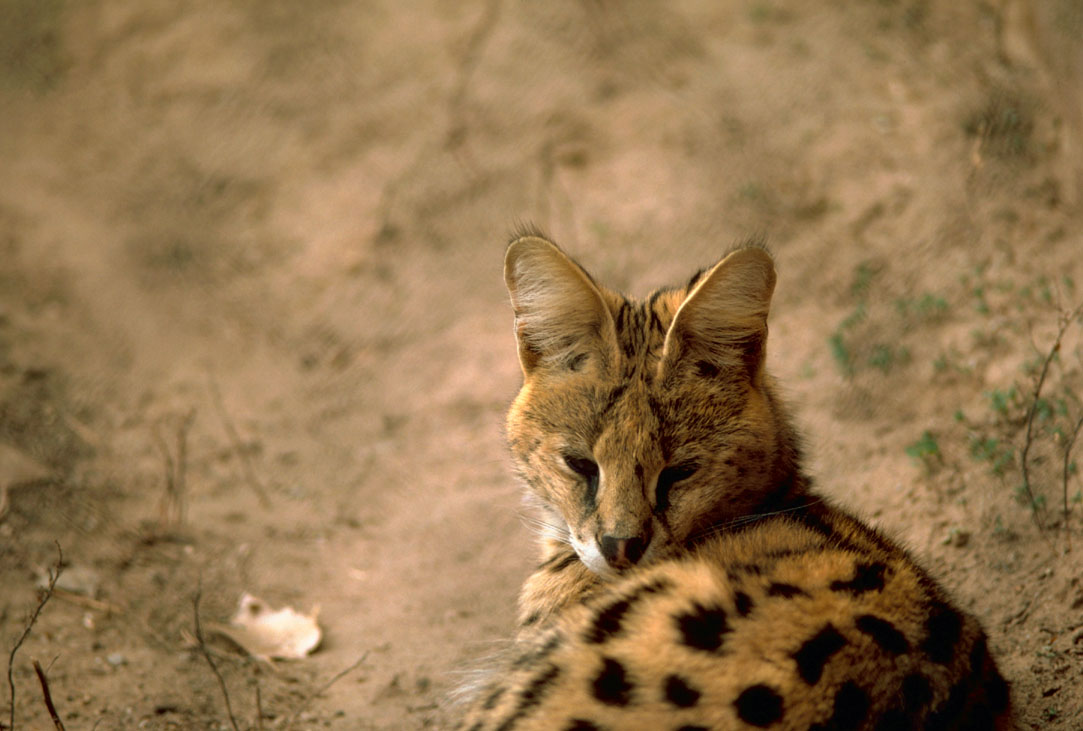
野外的藪貓

## 驯养
在很多國家，尤其是美國，藪貓被當作寵物馴養。一些具有馴養經驗的人提供的報告表明，藪貓比家貓更加聰明、活潑。
此外，有一些雄性藪貓被用來與家貓雜交，以培育出新的寵物貓品種──薩凡納貓。

## 文化
在意大利，藪貓是托馬西家族的象徵動物。
2017年1月，以野生動物萌擬人化為主題的日本動畫《動物朋友》（けものフレンズ）播出，藪貓是動畫中的主要角色之一。